# Toyoko Iwahara
Toyoko Iwahara, född 11 maj 1945 i Tokyo, är en japansk före detta volleybollspelare.
Iwahara blev olympisk silvermedaljör i volleyboll vid sommarspelen 1968 i Mexico City och vid sommarspelen 1972 i München.